# 寓喩的解釈
寓喩的解釈（ぐうゆてきかいしゃく、英語: Allegorical interpretation、ドイツ語: Allegorische Interpretation）とはキリスト教において、聖書を解釈する際に、聖書本文・聖書に登場する語彙を寓喩として捉えること。比喩的解釈（ひゆてきかいしゃく）との訳語が用いられていることもある。
「字義通りの解釈」および予型論的解釈と対比される。ただし「字義通りの解釈」、予型論的解釈、それぞれの定義そのものが困難であり、寓喩的解釈と両者の違いを明確に定義づけることはさらに困難である。
プロテスタントは寓喩的解釈を排斥ないし抑圧しようとしてきたが、プロテスタントの中にも初代教会から継承された寓喩的解釈は存在し、さらに新たな寓喩的解釈を打ち出してもいる。しかしプロテスタントで用いられる寓喩的解釈の内容は、プロテスタント諸派のそれぞれの教会の確固たる教義に沿っているとされる。
宗教改革者は、中世のローマ教会が聖書の字義通りの意味を軽視していると考えたために、字句どおり聖書を読むことを強調した。